# ليونيل لامي
ليونيل لامي (بالفرنسية: Lionel Lamy)‏ (29 نوفمبر 1943 فرنسا - 4 مايو 2018) هو لاعب كرة قدم فرنسي سابق كان يلعب كمدافع.

## روابط خارجية
- ليونيل لامي على موقع قاعدة بيانات كرة القدم.إي يو (الإنجليزية)
- ليونيل لامي على موقع Soccerway.com (الإنجليزية)
- ليونيل لامي على موقع عالم كرة القدم.نت (الإنجليزية)